# شون هاوسون
شون هاوسون (بالإنجليزية: Sean Howson)‏ هو لاعب كرة قدم بريطاني، ولد في 25 نوفمبر 1981 في بليموث في المملكة المتحدة. شارك مع منتخب مونتسرات لكرة القدم. أما مع النوادي، فقد لعب مع Bata Falcons ‏.

## وصلات خارجية
- شون هاوسون على موقع قاعدة بيانات كرة القدم.إي يو (الإنجليزية)
- شون هاوسون على موقع ناشيونال فوتبول تيمز (الإنجليزية)